# 藤波家 (大中臣氏)
藤波家（ふじなみけ）は、大中臣氏嫡流である公家・華族の家。公家としての家格は半家、華族としての家格は子爵家。

## 概要
欽明天皇から中臣連の賜姓を受けた中臣常磐を家祖とする。大中臣氏は代々伊勢祭主及び神祇大副を世襲した。江戸時代の藤波種忠は官位が従五位下に留まり地下人に転落し、その子の藤波友忠は再び堂上家に復帰するが承応2年（1653年）に後光明天皇の勅勘を蒙り佐渡国に流罪となった。友忠の子の藤波景忠（正二位・神祇大副、1647年 - 1727年）の代に家名を藤波に確定する。
子孫は引き続き伊勢祭主及び神祇大副を世襲する。
江戸時代の家禄は172石。他に祭主料666石余。幕末の藤波教忠（従二位・神祇大副、1823年 - 1891年）は、日米修好通商条約締結に反対し、「廷臣八十八卿列参事件」に参加した公卿の一人であった。
明治維新後の明治2年（1869年）6月17日の行政官達で公家と大名家が統合されて華族制度が誕生すると藤波家も旧公家として華族に列した。明治17年（1884年）7月7日の華族令の施行で華族が五爵制になると、同月8日に大納言直任の例がない旧堂上家として言忠に子爵位が授けられる。
言忠は侍従として明治天皇に仕えた他、新冠牧馬場および下総種畜場の御用掛となり、主馬頭を務めた。御厩制度の調査のために欧米にも出張し、日本の馬匹の飼養･改良に貢献した。その功で従二位勲一等に叙せられた。
藤波子爵家の邸宅は東京市芝区白金台町にあった。